# Bistum Canelones
Das Bistum Canelones (lateinisch Dioecesis Canalopolitana, spanisch Diócesis de Canelones) ist ein in Uruguay gelegenes römisch-katholisches Bistum mit Sitz in Canelones.

## Geschichte
Das Bistum Canelones wurde am 25. November 1961 durch Papst Johannes XXIII. aus Gebietsabtretungen des Bistums San José de Mayo errichtet und dem Erzbistum Montevideo als Suffragandiözese unterstellt.

## Bischöfe von Canelones
- Orestes Santiago Nuti Sanguinetti SDB, 1962–1994
- Orlando Romero Cabrera, 1994–2010
- Alberto Sanguinetti Montero, 2010–2021
- Heriberto Andrés Bodeant Fernández, seit 2021

## Weblinks

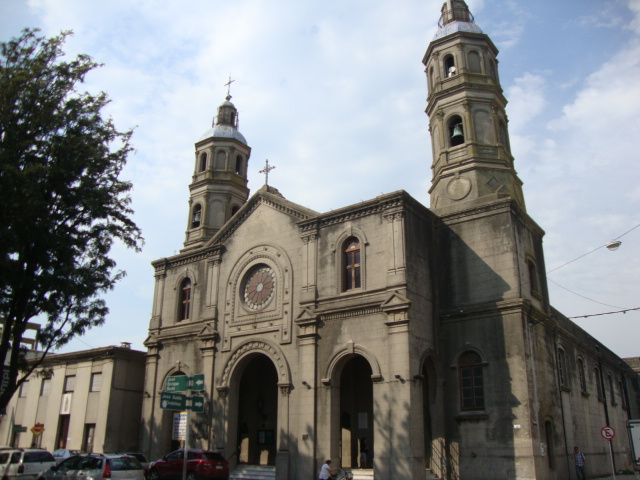
Kathedrale in Canelones